# Neuilly-Saint-Front
Neuilly-Saint-Front település Franciaországban, Aisne megyében. Lakosainak száma 1980 fő (2022. január 1.). Neuilly-Saint-Front Chouy, Latilly, Macogny, Marizy-Saint-Mard, Monnes, Priez, Rozet-Saint-Albin, Sommelans és Vichel-Nanteuil községekkel határos.

## Népesség
A település népességének változása:
| Lakosok száma | 1653 | 1847 | 1993 | 2124 | 2152 | 2130 | 2078 | 2066 | 2055 | 1980 |
|               | 1968 | 1982 | 1990 | 2006 | 2013 | 2015 | 2017 | 2019 | 2020 | 2022 |